# Desmopachria aurea
Desmopachria aurea är en skalbaggsart som beskrevs av Young 1980. Desmopachria aurea ingår i släktet Desmopachria och familjen dykare. Inga underarter finns listade i Catalogue of Life.